# گذرسازها
گذرسازها (نام علمی: Sericulus) نام یک سرده از تیره مرغ کریچ‌ساز است.

## گونه‌ها
- مرغ کریچ‌ساز آتشین، Sericulus ardens
- مرغ کریچ‌ساز نقابدار، Sericulus aureus
- مرغ کریچ‌ساز یال‌آتشی،  Sericulus bakeri
- مرغ کریچ‌ساز شاهوار،  Sericulus chrysocephalus